# Edgars Rinkēvičs
Edgars Rinkēvičs (Jūrmala, 21 september 1973) is een politicus van Letse afkomst. Sinds 8 juli 2023 is hij de president van Letland.

## Opleiding en carrière
Rinkēvičs studeerde geschiedenis en filosofie aan de Universiteit van Letland. In 1995 behaalde hij zijn bachelor. Tussen 1995 en 1997 volgde Rinkēvičs een master in politieke wetenschappen. Vervolgens studeerde hij aan de Universiteit van Groningen in Nederland. Tijdens zijn studie was Rinkēvičs werkzaam als journalist bij Latvijas Radio.
Tussen 1998 en 2004 was Rinkēvičs aangesloten bij de partij Latvijas Ceļš (Letse Weg). Tussen 2002 en 2003 was hij lid van de Letse delegatie belast met de onderhandelingen voor het NAVO-lidmaatschap. In oktober 2011 werd Rinkēvičs aangesteld als minister van Buitenlandse Zaken in het kabinet van Valdis Dombrovskis. Hij bleef deze functie ook vervullen in de hieropvolgende kabinetten van Laimdota Straujuma (2014–2016), Māris Kučinskis (2016–2019) en Arturs Krišjānis Kariņš (2019–2023).
Op 31 mei 2023 werd hij door het Letse parlement - de Saeima - verkozen tot president van Letland. Op 8 juli 2023 werd hij officieel geïnstalleerd. Sindsdien is hij niet meer verbonden aan een politieke partij; als president wordt hij geacht boven de partijen te staan.

## Privé
Op 6 november 2014 maakte Rinkēvičs via Twitter openbaar dat hij homoseksueel is. Hij is de eerste politicus in een voormalig Oostblokland (en het eerste staatshoofd van een EU-lidstaat) die openlijk uitkomt voor zijn homoseksuele geaardheid.
Naast Lets spreekt hij Engels en Frans. Hij spreekt ook een beetje Russisch.
- Gemeinsame Normdatei: 116859409X
- Nationale Bibliotheek van Letland: 000217877
- Virtual International Authority File: 277144783087447375424
- WorldCat: E39PBJgXgkcKfwKrPT99FPVBfq